# مهاباد (اردستان)
مهاباد یکی از شهرهای مرکز ایران است که در مسیر جنوب به شمال جاده شماره 71 (یزد - کاشان) قراردارد. شهر مهاباد مرکز بخش مهاباد است که از توابع شهرستان اردستان استان اصفهان ایران می‌باشد.
منقول است که این شهر به دستور ماه بانو نوهٔ رستم (پهلوان ایران باستان) ساخته شده‌است و در تاریخ پیشدادی ایران زمین به عنوان اولین پایتخت این مرز و بوم معرفی شده‌ است. خرابه‌های آتشکده این شهر گواه بر قدمت و سابقه آن در قبل از اسلام می‌باشد. این شهر از توابع شهرستان اردستان می‌باشد و در فاصله ۱۲۰ کیلومتری اصفهان، ۸۵ کیلومتری کاشان و ۲۲ کیلومتری اردستان قرار دارد. مهاباد از سال ۱۳۷۲ دارای شهرداری و در سال ۱۳۹۷ صاحب بخشداری شده‌است.

## وجه تسمیه و تاریخ مهاباد
مه به معنی بزرگ است که در نتیجه مه آباد معنای آباد کرده بزرگی را می‌دهد که این بزرگ بنا بر نقل سینه به سینه اهالی، مه بانو یا ماه بانو همسر برزو نوه رستم دستان بوده‌است که هم‌اکنون نیز دشتی در مهاباد به نام دشت برزین وجود دارد که برگرفته از نام برزو است. مهاباد همچنین نام پیغمبر بزرگ ایرانیان است و نیز مهابادیان دسته‌ای از پادشاهان پیشدادی ایران زمینند.سرجان ملکم در کتاب تاریخ ایران از مهابادیان به عنوان اولین سلسله‌ای که بر ایران حکومت کرده‌اند نام برده‌است که مرکز فرمانروایی آن‌ها مهاباد بود. بر اساس فرهنگ قاطع، مه آباد نام اولین پیغمبر عجم قید شده که کتابی به نام دساتیر داشته‌است.
در کتاب دساتیر، زرتشت را از سلسلهٔ «مه آبادیان» معرفی کرده که البته در اوستا و هیچ‌یک از نامه‌های پهلوی و هیچ‌یک از نوشته‌های باستانی سابقه ندارد، بنابر گفته‌های دساتیر سلسلهٔ مه آبادیان هزاران سال قبل از کیومرث سر سلسلهٔ پیشدادیان می‌باشند که تقریباً ده هزار سال قبل از میلاد بوده‌اند.
مه آباد در واقع از دو لفظ «مه» و «بود» به معنی روشن ضمیر است و به صورت «مها بودیان» یعنی روشن ضمیران بزرگ بوده که به مرور زمان «واو» بود به الف مبدل گشته و مهابادیان یا مه آبادیان شده‌است که اگر هم به اصطلاح امروزه مه آبادیان بگیریم به معنی آبادی بخشندگان بزرگ می‌شود که در اوستا نیز بارها از سوشیانس یا سیوشانس به معنی سودرسان بزرگ یاد شده که این لفظ برای وخشوران و روشن ضمیرانی اطلاق شده که از سلسلهٔ مه آبادیان باشند و از سلسلهٔ مه آبادیان سوشیانس‌های متعدد ظهور نموده‌اند تا آنکه اشو زرتشت کامل‌ترین سوشیانس پدیدار شده و آیین یکتاپرستی را تکمیل و در آن سلسله ختم کرده‌است.
ملک الشعرای بهار در منظومه آیینه عبرت در مورد این بخش از تاریخ می‌نویسد:
کز مهابادی شد ایران سال‌ها بهروز و شاد
بد نخستینشان اژوسس خسرو با فر و داد
شهر اکباتان به آئینی عجب بنیان نهاد
خود مهابادی مِدی‌دان سرزمین ماه، ماد
آب مهاباد از قنات بسیار معتبری در شهرستان نطنز (قنات کویر یا کبیر) و نیز چشمه‌ای در همین شهرستان (چشمه خالخالی) است که آب آن‌ها یک کاسه می‌شود و قریب شش فرسنگ را تا رسیدن به مهاباد می‌پیماید. داستان قنات مهاباد جالب است و حکایت از قدمت زیاد این شهر دارد. اهالی مهاباد می‌گویند که میلاجرد و ماه بانو خواهر و برادر بوده‌اند و برزو دلداده ماه بانو. این خواهر و برادر پس از حفر قنات، آب آن را به نسبت یک (برادر) و سه (خواهر) تقسیم می‌کنند و از سهم برادر روستای میلاجرد در همان محل قنات و از سهم خواهر، مهاباد در چند فرسنگ دورتر به سمت شرق متولد می‌شوند. مشکل دلدادگی برزو هم با همین قنات حل می‌شود. ماه بانو شرط ازدواج را این می‌گذارد که برزو در پیش جریان آب پرتوان قنات جوی باز کند و در این کار نماند و این جوی باز کنی فرسنگ‌ها ادامه می‌یابد تا ماه بانو با دیدن بوته خودروی گندمی دستور بس است را می‌دهد! مهاباد علی‌رغم قدمت کم‌نظیر تاریخی خود، آثار تاریخی زیادی ندارد و علت آن هم دو بار (به گفته اهالی) آب سیاه بالا آوردن که ظاهراً مکیده شدن به درون زمین و غرق شدن در لجن یا نفت خام بوده، است. آثاری از دو مهاباد نابود شده در پایین مهاباد فعلی و ضلع شمال شرقی آن بر جای مانده‌است. به هر حال، نکته درخور پژوهش این است که شواهد عدیده‌ای حکایت از آن دارند که اساساً محل زندگی خانواده رستم دستان، پهلوان نامدار ایرن، مهاباد و اطراف آن بوده‌است (به عنوان نمونه شهر کوچک هم جوار مهاباد، زواره، نیز نام برادر رستم را بر خود دارد و یکی از وجوه تسمیه احتمالی اردستان ارگ دستان می‌باشد).
زکریا بن محمد بن محمود قزوینی در کتاب خود آثارالبلاد و اخبارالعباد، می‌نویسد: مهاباد دهی است بزرگ نزدیک کاشان. و اهل آن از قدیم الایام شیعه دوازده امامی بوده‌اند. حسن بن علی بن احمد ملقب به باباافضل از اهل این ده بوده، ادیب شاعر و فاضل است.
غلامحسین خورشیدی استاد دانشگاه شهید بهشتی در «شبکه اجتماعی شاعران» در یک منظومه زیبا داستان مشهور تولد مهاباد را که مردم سینه به سینه نقل کرده‌اند، آورده‌است.
در سال ۱۳۱۵ بر اساس اقدام فرهنگستان وقت ایران و بنا بر پیشنهاد نادرست غلامرضا رشید یاسمی و تصویب فرهنگستان نام شهر ساوج بلاغ مکری آذربایجان غربی به مهاباد تغییر یافت و از این راه لطمه‌ای سخت به شناخت مهاباد اصفهان وارد آمد.
به هر حال، در قابوس‌ها و کتب تاریخی معتبر معانی مختلفی برای این نام ذکر شده‌است. نظر به اینکه در بسیاری از متون قدیمی، ماد و ماه به هم تبدیل شده‌اند و نمونه‌های زیادی در این زمینه وجود دارد به احتمال زیاد مهاباد یا ماه آباد شکل دیگری از ماد آباد باشد که به معنی سرزمینی است که توسط مادها آباد شده‌است.

## وضعیت جغرافیایی
از نظر توپوگرافی منطقه مهاباد صاف و منتهی به دشت کویر می‌گردد. اما در جنوب آن امتداد کوه خارزن با جهت غربی و شرقی کشیده شده‌است و به‌طور کلی از شمال به جنوب و از شمال شرقی به جنوب غربی شیب زمین افزوده می‌گردد. منطقه مهاباد از نظر پوشش گیاهی جزء ایران مرکزی محسوب می‌شود و پوشش گیاهی آن به علت نامساعد بودن آب و هوا، جنس خاک و قلت بارندگی فقیر و از نوع استپ بیابانی و نیمه بیابانی می‌باشد. این منطقه بعلت مسطح بودن و عدم ارتفاعات و همچنین اراضی کویری و شنزاری میزان بارندگی آن کمتر می‌باشد این منطقه دارای آب و هوای گرم و خشک و پوشش گیاهی فقیر می‌باشد و دارای تیپ گیاهی متفاوت از گونه‌های سالسون، اسفند، آشنان، تاغ، خارشتر، قیچ، لخ، شوره و گز می‌باشداین شهر بعلت واقع شدن در کنار کویر دارای آب و هوای بیابانی با تابستان‌های گرم و خشک و زمستان‌های سرد و خشک می‌باشد. میزان بارندگی کم و بیشتر آن در فصل زمستان است.
به‌طور کلی مهاباد در قدیم بلوک مستقلی را تشکیل داده و به تدریج جز اردستان به‌شمار آمده‌است اطراف آن مسطح و هموار و تا کویر فاصله زیادی ندارد. مهاباد دارای ۱۷ رشته قنات بوده و روستاهای اطراف مهاباد همه سر سبز و در آن کشاورزی می‌شده و جمعیت زیادی در آن‌ها زندگی می‌کرده‌اند. امروز بعلت خشک شدن قنوات بیشتر روستاهای اطراف یا خالی از سکنه شده یا جمعیتی مختصر را در خود جای داده‌است. در قسمت شمال و شمال شرقی مهاباد در حاشیه کویر روستاها و حتی شهرهای زیادی وجود داشته که بر اثر وزش بادها و حرکت دادن ریگ‌های روان ویا وقوع زلزله روستاها و مزارع در زیر خاک فرورفته و تلی از شن باقی‌مانده‌است. از نظر کشاورزی این منطقه یکی از حاصلخیزترین مناطق استان می‌باشد در قدیم مازاد غله این محل به یزد و کرمان و بنادر حمل گردیده‌است. امروزه نیز گندم و جو محصول عمده این منطقه می‌باشد که به سیلوها داده می‌شود. میوه‌هایش انار، انجیر به ندرت انگور، توت، زردآلو و آلوچه و محصول عمده از این میوه‌ها که به نقاط دیگر صادر می‌گردد انار و انجیر می‌باشد.
- مهاباد یکی از قطب‌های مهم پرورش دام سبک و تولید گوشت قرمز در استان و حتی کشور است.

## آثار تاریخی شهر مهاباد
- یخچال تاریخی و منحصر به فرد مهاباد
- مسجد جامع شهر مهاباد
- مقبره پیراویس (پیر بر حق) مهاباد
- خانه‌های قدیمی
- آتشکده و خندق مهاباد
- کاروانسرای تاریخی مهاباد
- آب انبارهای قدیمی
- قلعه‌های کویری بخش مهاباد
- مقبره هفت تایی‌ها / هفت سید بزرگوار
- آسیاب‌های قدیمی (آسیاب خان/آسیاب بالا)
- قنات و چشمه مهاباد باقدمت چندهزار ساله (که ازسال ۱۳۹۲برای رسیدگی به مشکلات ولایروبی قنات ازسمت کشاورزان تصمیم به ایجادشورای قنات گردیدکه ریاست فعلی به عهده آقای حسین محلوجی می‌باشد)
- خانه تاریخی شیخ الملک مهابادی
- ساباط باستانی و زیبای مهاباد
- خانه تاریخی ایلخانی مهابادی
- خانه تاریخی ارباب حسین مهابادی
- خانه[ مدرسه] تاریخی جناب مهابادی

بافت تاریخی مهاباد شامل ۳۵ خانه تاریخی، ساباط، آب انبارها، یخچال قدیمی، حسینیه بزرگ مرکزی، مقبره پیر برحق و مقبره پیراویس در اجرای قانون حفظ آثار ملی ایران مصوب آبان ۱۳۰۹ و نظامنامه اجرای آن مصوب ۱۳۱۱، به شماره ۳۱۱۳۸ مورخ ۹۳/۸/۲۱ در فهرست آثار ملی ایران ثبت شده‌است.

## مراکز آموزش عالی
- دانشگاه جامع علمی کاربردی مهاباد[۶]

## مراکز بهداشتی و درمانی
- مرکز خدمات جامع سلامت مهاباد
- پایگاه سلامت مرکز شهر مهاباد
- مرکز فوریت‌های پزشکی مهاباد
- پایگاه اورژانس جاده ای مهاباد

## مکان های ورزشی
- سالن ورزشی چند منظوره انقلاب اسلامی مهاباد
- سالن ورزشی چند منظوره بانوان
- زمین فوتبال چمن مهاباد
- زمین فوتبال چمن مصنوعی مهاباد

در چند سال اخیر یکی از مطالبات مردمی و موضوعات پیگیری حوزه ورزش و جوانان توسط مسئولان شهر ساخت استخر شنای مهاباد می‌باشد .

## شرکت ها و صنایع
- مجتمع کارخانجات ریسندگی مهابادریس[۷]
- مجتمع کارخانجات بافندگی مهاباد میلان
- شرکت بزرگ کشت و صنعت ( کشاورزی و دامپروری ) یاقوت کویر مهاباد
- شرکت فولاد کویر مهاباد

همچنین تعدادی از صنایع در شهرک صنعتی مهاباد مشغول فعالیت می‌باشند.